# Benguelabahn
| Die Benguelabahn ist rot dargestellt, Anschlussstrecken in blau. |                     |                          |                              |
| Streckenlänge: | 1866 km             |                          |                              |
| Spurweite: | 1067 mm (Kapspur)   |                          |                              |
| Streckengeschwindigkeit: | 90 km/h             |                          |                              |
| |                     |                          |                              |
| \| \| 0 \| Lobito Central \| 12° 20′ 55″ S, 13° 32′ 32″ O \| \| \| 3 \| Lobito-Compão \| 12° 22′ 50″ S, 13° 32′ 25″ O \| \| \| 7 \| KM7 \| 12° 24′ 25″ S, 13° 32′ 23″ O \| \| \| 11 \| Catumbela \| 12° 25′ 54″ S, 13° 32′ 22″ O \| \| \| \| Variante do Cubal \| \| \| \| 26 \| Damba Maria \| Damba Maria \| \| \| 31 \| Cavaco \| Cavaco \| \| \| 33 \| Benguela \| 12° 34′ 38″ S, 13° 24′ 43″ O \| \| \| 45 \| Chivanda \| Chivanda \| \| \| 51 \| São Pedro \| São Pedro \| \| \| 68 \| Binga \| Binga \| \| \| 81 \| Coruteva \| Coruteva \| \| \| 86 \| Lucanda \| Lucanda \| \| \| 94 \| Portela \| Portela \| \| \| 101 \| Chivite \| Chivite \| \| \| 108 \| Capunda \| Capunda \| \| \| 120 \| Catengue \| Catengue \| \| \| 132 \| Cavinjal \| Cavinjal \| \| \| 140 \| Solo \| Solo \| \| \| 149 \| Sapa \| Sapa \| \| \| \| Negrão \| \| \| \| \| Mina \| \| \| \| \| Cango \| \| \| \| \| Ombe \| \| \| \| \| Cabio \| \| \| \| \| Variante do Cubal \| \| \| \| 161 \| Caimbambo \| Caimbambo \| \| \| 169 \| Ubungo \| Ubungo \| \| \| 177 \| Calenguer \| Calenguer \| \| \| 186 \| Cavitumba \| Cavitumba \| \| \| 193 (alt) 153 (neu) \| Cubal \| Cubal \| \| \| 229 \| Chimboa \| Chimboa \| \| \| 245 \| Vindongo \| Vindongo \| \| \| 251 \| Ganda \| Ganda \| \| \| 258 \| Lonjava \| Lonjava \| \| \| 267 \| Alto Catumbela \| Alto Catumbela \| \| \| 276 \| Babaera \| Babaera \| \| \| 294 \| Quinjenje \| Quinjenje \| \| \| 307 \| Tonga \| Tonga \| \| \| 315 \| Cuma \| Cuma \| \| \| 323 \| Chênga \| Chênga \| \| \| 339 \| Longonjo \| Longonjo \| \| \| 365 \| Lépi \| Lépi \| \| \| 395 \| Caála \| Caála \| \| \| 408 \| Dango \| Dango \| \| \| 423 \| Huambo \| Huambo \| \| \| 453 \| Cambuio \| Cambuio \| \| \| 469 \| Novas Aguas \| Novas Aguas \| \| \| 478 \| Katchiungo \| Katchiungo \| \| \| 517 \| Chinguar \| Chinguar \| \| \| 543 \| Cutato \| Cutato \| \| \| 561 \| Sápinde \| Sápinde \| \| \| 578 \| Capeio \| Capeio \| \| \| 625 \| Kuito \| Kuito \| \| \| 650 \| Chipeta \| Chipeta \| \| \| 672 \| Camacupa \| Camacupa \| \| \| 722 \| Cuanza \| Cuanza \| \| \| 741 \| Cuéli \| Cuéli \| \| \| 761 \| Cuiva \| Cuiva \| \| \| 781 \| Cuemba \| Cuemba \| \| \| 805 \| Chitende \| Chitende \| \| \| 820 \| Savinguila \| Savinguila \| \| \| 842 \| Munhango \| Munhango \| \| \| 861 \| Simoje \| Simoje \| \| \| 878 \| Cangonga \| Cangonga \| \| \| 904 \| Cavimbe \| Cavimbe \| \| \| 920 \| Sachanga \| Sachanga \| \| \| 940 \| Cangumbe \| Cangumbe \| \| \| 959 \| Cachipoque \| Cachipoque \| \| \| 979 \| Saleno \| Saleno \| \| \| 998 \| Chicala \| Chicala \| \| \| 1016 \| Luena \| 11° 46′ 59″ S, 19° 54′ 34″ O \| \| \| 1033 \| Cameja \| Cameja \| \| \| 1055 \| Camitongo \| Camitongo \| \| \| 1074 \| Luculo \| Luculo \| \| \| 1095 \| Léua \| 11° 39′ 19″ S, 20° 26′ 53″ O \| \| \| 1115 \| Sandando \| Sandando \| \| \| 1045 \| Lumeje \| 11° 33′ 19″ S, 20° 46′ 56″ O \| \| \| 1152 \| Cassai \| Cassai \| \| \| 1174 \| Chabaia \| Chabaia \| \| \| 1196 \| Chifumaje \| Chifumaje \| \| \| 1217 \| Caifuche \| Caifuche \| \| \| 1239 \| Luacano \| 11° 12′ 51″ S, 21° 39′ 11″ O \| \| \| 1259 \| Mutuécai \| Mutuécai \| \| \| 1279 \| Mucussueje \| Mucussueje \| \| \| 1301 \| Cafungo \| Cafungo \| \| \| 1320 \| Camuxito \| Camuxito \| \| \| 1332 \| Luau \| 10° 42′ 19″ S, 22° 13′ 35″ O \| \| \| \| Kasai; Angola / DR Kongo \| \| \| \| 1350 \| Dilolo \| Dilolo \| \| \| 1421 \| Divuma \| Divuma \| \| \| \| \| \| \| \| 1421 \| Divuma \| Divuma \| \| \| 25 \| Kisenge \| Kisenge \| \| \| 1481 \| Kasaji \| Kasaji \| \| \| 1617 \| Mutshatsha \| Mutshatsha \| \| \| 1782 \| Kolwezi \| Kolwezi \| \| \| 1886 \| Tenke \| 10° 21′ 39″ S, 26° 4′ 16″ O \| \| \| \| nach Fungurume \| \| |                     |                          |                              |
| Kopfbahnhof Streckenanfang | 0                   | Lobito Central           | 12° 20′ 55″ S, 13° 32′ 32″ O |
| Bahnhof | 3                   | Lobito-Compão            | 12° 22′ 50″ S, 13° 32′ 25″ O |
| Bahnhof | 7                   | KM7                      | 12° 24′ 25″ S, 13° 32′ 23″ O |
| Bahnhof | 11                  | Catumbela                | 12° 25′ 54″ S, 13° 32′ 22″ O |
| Verschwenkung von links · Verschwenkung von rechts |                     | Variante do Cubal        | Variante do Cubal            |
| Bahnhof · Strecke | 26                  | Damba Maria              | Damba Maria                  |
| Bahnhof · Strecke | 31                  | Cavaco                   | Cavaco                       |
| Kopfbahnhof Strecke ab hier außer Betrieb · Strecke | 33                  | Benguela                 | 12° 34′ 38″ S, 13° 24′ 43″ O |
| Haltepunkt / Haltestelle (Strecke außer Betrieb) · Strecke | 45                  | Chivanda                 | Chivanda                     |
| Haltepunkt / Haltestelle (Strecke außer Betrieb) · Strecke | 51                  | São Pedro                | São Pedro                    |
| Haltepunkt / Haltestelle (Strecke außer Betrieb) · Strecke | 68                  | Binga                    | Binga                        |
| Haltepunkt / Haltestelle (Strecke außer Betrieb) · Strecke | 81                  | Coruteva                 | Coruteva                     |
| Haltepunkt / Haltestelle (Strecke außer Betrieb) · Strecke | 86                  | Lucanda                  | Lucanda                      |
| Haltepunkt / Haltestelle (Strecke außer Betrieb) · Strecke | 94                  | Portela                  | Portela                      |
| Haltepunkt / Haltestelle (Strecke außer Betrieb) · Strecke | 101                 | Chivite                  | Chivite                      |
| Haltepunkt / Haltestelle (Strecke außer Betrieb) · Strecke | 108                 | Capunda                  | Capunda                      |
| Haltepunkt / Haltestelle (Strecke außer Betrieb) · Strecke | 120                 | Catengue                 | Catengue                     |
| Haltepunkt / Haltestelle (Strecke außer Betrieb) · Strecke | 132                 | Cavinjal                 | Cavinjal                     |
| Haltepunkt / Haltestelle (Strecke außer Betrieb) · Strecke | 140                 | Solo                     | Solo                         |
| Haltepunkt / Haltestelle (Strecke außer Betrieb) · Strecke | 149                 | Sapa                     | Sapa                         |
| Strecke (außer Betrieb) · Haltepunkt / Haltestelle |                     | Negrão                   | Negrão                       |
| Strecke (außer Betrieb) · Haltepunkt / Haltestelle |                     | Mina                     | Mina                         |
| Strecke (außer Betrieb) · Haltepunkt / Haltestelle |                     | Cango                    | Cango                        |
| Strecke (außer Betrieb) · Haltepunkt / Haltestelle |                     | Ombe                     | Ombe                         |
| Strecke (außer Betrieb) · Haltepunkt / Haltestelle |                     | Cabio                    | Cabio                        |
| Verschwenkung nach links (Strecke außer Betrieb) · Verschwenkung nach rechts |                     | Variante do Cubal        | Variante do Cubal            |
| Haltepunkt / Haltestelle | 161                 | Caimbambo                | Caimbambo                    |
| Haltepunkt / Haltestelle | 169                 | Ubungo                   | Ubungo                       |
| Haltepunkt / Haltestelle | 177                 | Calenguer                | Calenguer                    |
| Haltepunkt / Haltestelle | 186                 | Cavitumba                | Cavitumba                    |
| Bahnhof | 193 (alt) 153 (neu) | Cubal                    | Cubal                        |
| Haltepunkt / Haltestelle | 229                 | Chimboa                  | Chimboa                      |
| Haltepunkt / Haltestelle | 245                 | Vindongo                 | Vindongo                     |
| Haltepunkt / Haltestelle | 251                 | Ganda                    | Ganda                        |
| Haltepunkt / Haltestelle | 258                 | Lonjava                  | Lonjava                      |
| Haltepunkt / Haltestelle | 267                 | Alto Catumbela           | Alto Catumbela               |
| Haltepunkt / Haltestelle | 276                 | Babaera                  | Babaera                      |
| Haltepunkt / Haltestelle | 294                 | Quinjenje                | Quinjenje                    |
| Haltepunkt / Haltestelle | 307                 | Tonga                    | Tonga                        |
| Haltepunkt / Haltestelle | 315                 | Cuma                     | Cuma                         |
| Haltepunkt / Haltestelle | 323                 | Chênga                   | Chênga                       |
| Haltepunkt / Haltestelle | 339                 | Longonjo                 | Longonjo                     |
| Haltepunkt / Haltestelle | 365                 | Lépi                     | Lépi                         |
| Bahnhof | 395                 | Caála                    | Caála                        |
| Haltepunkt / Haltestelle | 408                 | Dango                    | Dango                        |
| Bahnhof | 423                 | Huambo                   | Huambo                       |
| Haltepunkt / Haltestelle | 453                 | Cambuio                  | Cambuio                      |
| Haltepunkt / Haltestelle | 469                 | Novas Aguas              | Novas Aguas                  |
| Haltepunkt / Haltestelle | 478                 | Katchiungo               | Katchiungo                   |
| Haltepunkt / Haltestelle | 517                 | Chinguar                 | Chinguar                     |
| Haltepunkt / Haltestelle | 543                 | Cutato                   | Cutato                       |
| Haltepunkt / Haltestelle | 561                 | Sápinde                  | Sápinde                      |
| Haltepunkt / Haltestelle | 578                 | Capeio                   | Capeio                       |
| Bahnhof | 625                 | Kuito                    | Kuito                        |
| Haltepunkt / Haltestelle | 650                 | Chipeta                  | Chipeta                      |
| Haltepunkt / Haltestelle | 672                 | Camacupa                 | Camacupa                     |
| Haltepunkt / Haltestelle | 722                 | Cuanza                   | Cuanza                       |
| Haltepunkt / Haltestelle | 741                 | Cuéli                    | Cuéli                        |
| Haltepunkt / Haltestelle | 761                 | Cuiva                    | Cuiva                        |
| Haltepunkt / Haltestelle | 781                 | Cuemba                   | Cuemba                       |
| Haltepunkt / Haltestelle | 805                 | Chitende                 | Chitende                     |
| Haltepunkt / Haltestelle | 820                 | Savinguila               | Savinguila                   |
| Haltepunkt / Haltestelle | 842                 | Munhango                 | Munhango                     |
| Haltepunkt / Haltestelle | 861                 | Simoje                   | Simoje                       |
| Haltepunkt / Haltestelle | 878                 | Cangonga                 | Cangonga                     |
| Haltepunkt / Haltestelle | 904                 | Cavimbe                  | Cavimbe                      |
| Haltepunkt / Haltestelle | 920                 | Sachanga                 | Sachanga                     |
| Haltepunkt / Haltestelle | 940                 | Cangumbe                 | Cangumbe                     |
| Haltepunkt / Haltestelle | 959                 | Cachipoque               | Cachipoque                   |
| Haltepunkt / Haltestelle | 979                 | Saleno                   | Saleno                       |
| Haltepunkt / Haltestelle | 998                 | Chicala                  | Chicala                      |
| Bahnhof | 1016                | Luena                    | 11° 46′ 59″ S, 19° 54′ 34″ O |
| Haltepunkt / Haltestelle | 1033                | Cameja                   | Cameja                       |
| Haltepunkt / Haltestelle | 1055                | Camitongo                | Camitongo                    |
| Haltepunkt / Haltestelle | 1074                | Luculo                   | Luculo                       |
| Haltepunkt / Haltestelle | 1095                | Léua                     | 11° 39′ 19″ S, 20° 26′ 53″ O |
| Haltepunkt / Haltestelle | 1115                | Sandando                 | Sandando                     |
| Haltepunkt / Haltestelle | 1045                | Lumeje                   | 11° 33′ 19″ S, 20° 46′ 56″ O |
| Haltepunkt / Haltestelle | 1152                | Cassai                   | Cassai                       |
| Haltepunkt / Haltestelle | 1174                | Chabaia                  | Chabaia                      |
| Haltepunkt / Haltestelle | 1196                | Chifumaje                | Chifumaje                    |
| Haltepunkt / Haltestelle | 1217                | Caifuche                 | Caifuche                     |
| Haltepunkt / Haltestelle | 1239                | Luacano                  | 11° 12′ 51″ S, 21° 39′ 11″ O |
| Haltepunkt / Haltestelle | 1259                | Mutuécai                 | Mutuécai                     |
| Haltepunkt / Haltestelle | 1279                | Mucussueje               | Mucussueje                   |
| Haltepunkt / Haltestelle | 1301                | Cafungo                  | Cafungo                      |
| Haltepunkt / Haltestelle | 1320                | Camuxito                 | Camuxito                     |
| Bahnhof | 1332                | Luau                     | 10° 42′ 19″ S, 22° 13′ 35″ O |
| Grenze auf Brücke über Wasserlauf |                     | Kasai; Angola / DR Kongo | Kasai; Angola / DR Kongo     |
| Haltepunkt / Haltestelle | 1350                | Dilolo                   | Dilolo                       |
| Haltepunkt / Haltestelle | 1421                | Divuma                   | Divuma                       |
| Strecke von links · Abzweig geradeaus und nach rechts |                     |                          |                              |
| Bahnhof · Strecke | 1421                | Divuma                   | Divuma                       |
| Kopfbahnhof Streckenende · Strecke | 25                  | Kisenge                  | Kisenge                      |
| Haltepunkt / Haltestelle | 1481                | Kasaji                   | Kasaji                       |
| Haltepunkt / Haltestelle | 1617                | Mutshatsha               | Mutshatsha                   |
| Bahnhof | 1782                | Kolwezi                  | Kolwezi                      |
| Bahnhof | 1886                | Tenke                    | 10° 21′ 39″ S, 26° 4′ 16″ O  |
| Strecke |                     | nach Fungurume           | nach Fungurume               |

Die Benguelabahn (portugiesisch Caminho de Ferro de Benguela), auch Katanga-Benguela Eisenbahn genannt, ist eine Eisenbahnlinie, die Angola von West nach Ost durchquert und die größte und wichtigste des Landes ist. Im Jahr 2023 wurde der Bahnbetrieb der privaten Bahngesellschaft Lobito Atlantic Railway übertragen.
Der Lobito-Korridor verbindet die südlichen Regionen der Demokratischen Republik Kongo (DRK), den Nordwesten Sambias und Angola über den Hafen von Lobito mit den regionalen und globalen Handelsmärkten:
Der Seehafen der Strecke befindet sich in der Stadt Lobito an der Atlantikküste. Die Verbindung reicht bis zur Stadt Tenke in der Demokratischen Republik Kongo. In Tenke bestehen Verbindungen zu den fertiggestellten Abschnitten der sogenannten Kap-Kairo-Eisenbahn und davon abzweigender Strecken (Kindu, DR Kongo über Sambia und Simbabwe nach Durban, Gqeberha oder Kapstadt, Südafrika), die den Zugang zum Eisenbahnnetz nach Sambia und dann nach Tansania, Simbabwe, Botswana, Mosambik und Südafrika ermöglicht.
Die angolanische Strecke zwischen Lobito und Luau wurde bis 2023 von der Benguela Eisenbahngesellschaft verwaltet (ECFB-EP). Seitdem betreibt die Lobito Atlantic Railway die Strecke. Die kongolesische Strecke von Dilolo bis Tenke wird von der Nationalen Gesellschaft der Eisenbahnen des Kongo (SNCC) verwaltet.
Während der Kongo-Krise fungierte die Benguelabahn als Außenverbindung des nicht anerkannten Staates Katanga.

## Geschichte
Die portugiesische Regierung initiierte 1899 den Bau der Bahn, um das Hinterland und das an mineralischen Bodenschätzen reiche Belgisch-Kongo zu erschließen. 1902 übernahm der Brite Sir Robert Williams, ein Freund Cecil Rhodes’, die Konstruktion und komplettierte bis 1929 die Verbindung nach Luau an der Grenze zum Kongo. Die Strecke erwies sich schnell als profitabel, obwohl Züge für die Strecke bis zu drei Tage benötigten. Die Dampflokomotiven, meist vom Typ Garratt, wurden mit Eukalyptusholz befeuert, das in großen, bahneigenen Plantagen gewonnen wurde.
Bis 1948 gab es bei Lengue, östlich von Benguela, einen besonders steilen Abschnitt, der nur mit Riggenbach-Zahnradantrieb bewältigt werden konnte. Dieser wurde durch eine Umfahrungsstrecke mit geringerer Steigung ersetzt.
1972 begannen Arbeiten an der Variante do Cubal, die den Hafen Lobito auf einer nördlich der Stammstrecke führenden Trasse mit Cubal verband. Diese Strecke hatte weniger Kurven und deutlich größere Kurvenradien und war rund 40 Kilometer kürzer. Im Oktober 1974 wurde die Neubaustrecke eröffnet, kurz vor der Unabhängigkeit Angolas. Gleichzeitig wurden die meisten Dampflokomotiven durch Diesellokomotiven von General Electric ersetzt. Im zeitlich fast unmittelbar anschließenden angolanischen Bürgerkrieg wurde die Strecke aufgrund ihrer strategischen Bedeutung Ziel von Angriffen. Dabei wurde sie weitgehend zerstört. Die meisten Lokomotiven hatten 2001 nur noch Schrottwert; die überdachten Wagen dienten Menschen als Unterkunft. In der Zeit des Bürgerkrieges ereignete sich 1994 der Eisenbahnunfall von Tolunda mit 300 Opfern.
Im Jahr 2005 wurde zwischen den Regierungen von Angola, Kongo und Sambia eine Vereinbarung zur Wiederaufnahme des Betriebs getroffen. China stellte finanzielle Hilfe in Höhe von rund 500 Millionen US-Dollar zur Verfügung, um den Wiederaufbau der vom Krieg beschädigten Linie zu unterstützen. Am 6. Januar 2006 begannen die Arbeiten. Bis zum 20. September 2006 wurde die 478 Kilometer lange Teilstrecke der Benguelabahn im Abschnitt zwischen Lobito und Katchiungo in Zentralangola über die Variante do Cubal wieder in Betrieb genommen.
Im Jahr 2009 wurde die Entfernung der in die Eisenbahn implantierten Landminen in Zusammenarbeit mit den angolanischen Streitkräften, dem National Demining Institute, dem National Reconstruction Office und der Border Guard Police abgeschlossen. Geführt wird das Unternehmen seit Juni 2010 von José Carlos Gomes, dem ehemaligen Generaldirektor des Hafens von Lobito.
Im August 2011 wurde die kommerzielle Nutzung des Eisenbahnabschnitts zwischen Benguela und Huambo wieder aufgenommen. Zu diesem Zweck wurden die Bahnhöfe zum Laden von Fracht und Personen in Benguela und Huambo gebaut.
Seit 2006 liefen Instandsetzungsarbeiten mit dem chinesischen Partner China Railway 20 Bureau Group an dem 1344 km langen Streckenabschnitt auf angolanischem Gebiet. Im Jahr 2012 wurde der kommerzielle Betrieb zwischen der Eisenbahn und dem Hafen von Lobito wieder aufgenommen. In diesem Jahr wurde die Eisenbahnstrecke bis zur Stadt Luena aufgenommen. Im Jahr 2014 wurden die Arbeiten an der Linie im gesamten angolanischen Gebiet abgeschlossen und der Verkehr erreichte nun die Stadt Luau. In diesem Jahr begannen die Reparaturen der Eisenbahnstrecke auf kongolesischem Gebiet mit einer Länge von 422 km von der Grenzstadt Dilolo bis zur Bergbaustadt Kolwezi im Copperbelt, die 2016 zum Abschluss kamen.
Am 5. März 2018 wurde der Erztransport aus der Mine Tenke-Fungurume in der Demokratischen Republik Kongo wieder aufgenommen, aus der Kupfer und Cobalt gewonnen werden. Die Ladungen wurden zum Atlantik in den Hafen von Lobito gebracht. Ab diesem Zeitpunkt war die Eisenbahn voll funktionsfähig.

## Wiederherstellung der Gesamtstrecke
Der Wiederaufbau der Strecke zwischen Munhango und Luau startete im Februar 2009 und wurde durch die chinesische Baufirma China Railway 20 Bureau Group Corporation (CR-20) geleitet. Die Strecke Benguela–Huambo wurde am 30. August 2011 für den Verkehr freigegeben, die Gesamtstrecke bis Dilolo mit Eröffnung der Brücke über den Grenzfluss Kasai Anfang 2015.
Im November 2005 gab Daniel Quipache, Direktor der Benguelaeisenbahn, bekannt, dass die Strecke nach Luau wiederhergestellt werde; es handelte sich um 1301 Schienenkilometer bis in die Region von Moxico. Hierfür stellte die VR China einen Kredit zur Verfügung. Die Wiederherstellung der Eisenbahnstrecke wurde in die nationale Eisenbahnplanung aufgenommen, mit geschätzten Kosten von 200 Millionen US-Dollar. Der Plan sah neben der Wiederherstellung der Strecke auch die Renovierung der Bahnhöfe, Wagen und Lokomotiven vor. Ab 2005 wurde die Strecke in folgenden Abschnitten fertiggestellt:
- Mit dem Calenga–Santa-Iria-Projekt wurde die Strecke zwischen Caála und Huambo wieder hergestellt.
- Die 153 Kilometer von Lobito nach Cubal wurden (einschließlich einer neuen Brücke bei km 79 über den Halu-Fluss) im Juli 2005 in Betrieb genommen.
- Das Teilstück Cubal–Huambo wurde am 12. Juni 2011 erstmals wieder befahren.
- Ab dem 29. November 2013 wurde auch die Teilstrecke von Luena bis Luau wieder befahren. Aus diesem Anlass nahmen angolanische Minister, der Minister für Natur- und Bodenschätze Sambias und die Gouverneure der angolanischen Provinzen Moxico, Malanje und Lunda Sul an der Jungfernfahrt teil, neben Beamten des Transportministeriums, der staatlichen Bahnbehörde INCFA (Instituto Nacional dos Caminhos-de-Ferro de Angola), der Provinzregierung und leitende Angestellte der Bahngesellschaft CFB (Caminhos de Ferro de Benguela). Dabei wurden auch die sieben neuen Bahnhöfe von Luculo, Léua, Sandando, Kameia, Cassai-Gar, Caifuchi und Mucussueji sowie die beiden neuen Brücken über die Flüsse Lumeji und Mucussueji eröffnet.[17]
- Am 13. August 2014 wurde die Brücke über den Grenzfluss Kasai in die Demokratische Republik Kongo eröffnet und die Benguelabahn damit wieder eine internationale Bahnverbindung. Nach 39 Jahren ist damit die Bahn wieder durchgehend in Betrieb.[18][19]
- Im Juli 2019 gab der Präsident des Verwaltungsrats der CFB, Luís Teixeira, den Bau eines Abzweigs von Benguela an den Küstenort Baía Farta bekannt. Von dort soll Salz und Fisch auf der Bahnstrecke in die Nachbarländer Demokratische Republik Kongo und Sambia exportiert werden. Es wird mit einer Bauzeit – einschließlich der Brücken und Bahnhöfe – von drei Jahren gerechnet.

Im Januar 2017 sind die ersten 15 Diesellokomotiven vom Typ „C30 ACi“ von GE Transportation geliefert worden. Damit sind verschiedene Behauptungen, dass die Strecke in Normalspur wiederaufgebaut wurde, widerlegt. Im Juli 2019 verfügte die CFB auf dieser Linie über 56 Lokomotiven – von denen 46 von dem US-amerikanischen Unternehmen GE Transportation stammen – und 66 Eisenbahnwaggons verschiedener Typen. Seit 2023 betreibt das Unternehmen Lobito Atlantic Railway die Benguelabahn. Sie hat dafür Investitionen von 450 Mio. und den Kauf von über 1000 Wagen Rollmaterial zugesagt.
Der Lobito-Korridor ist der erste strategische Wirtschaftskorridor, der im Rahmen der G7-Partnerschaft für globale Infrastruktur und Investitionen (PGII) im Mai 2023 eröffnet wurde. Am Rande des G20-Gipfels in Neu-Delhi im September 2023 gaben die EU und die USA eine gemeinsame Erklärung ab, in der sie sich für die Entwicklung des Korridors aussprachen.

## Galerie

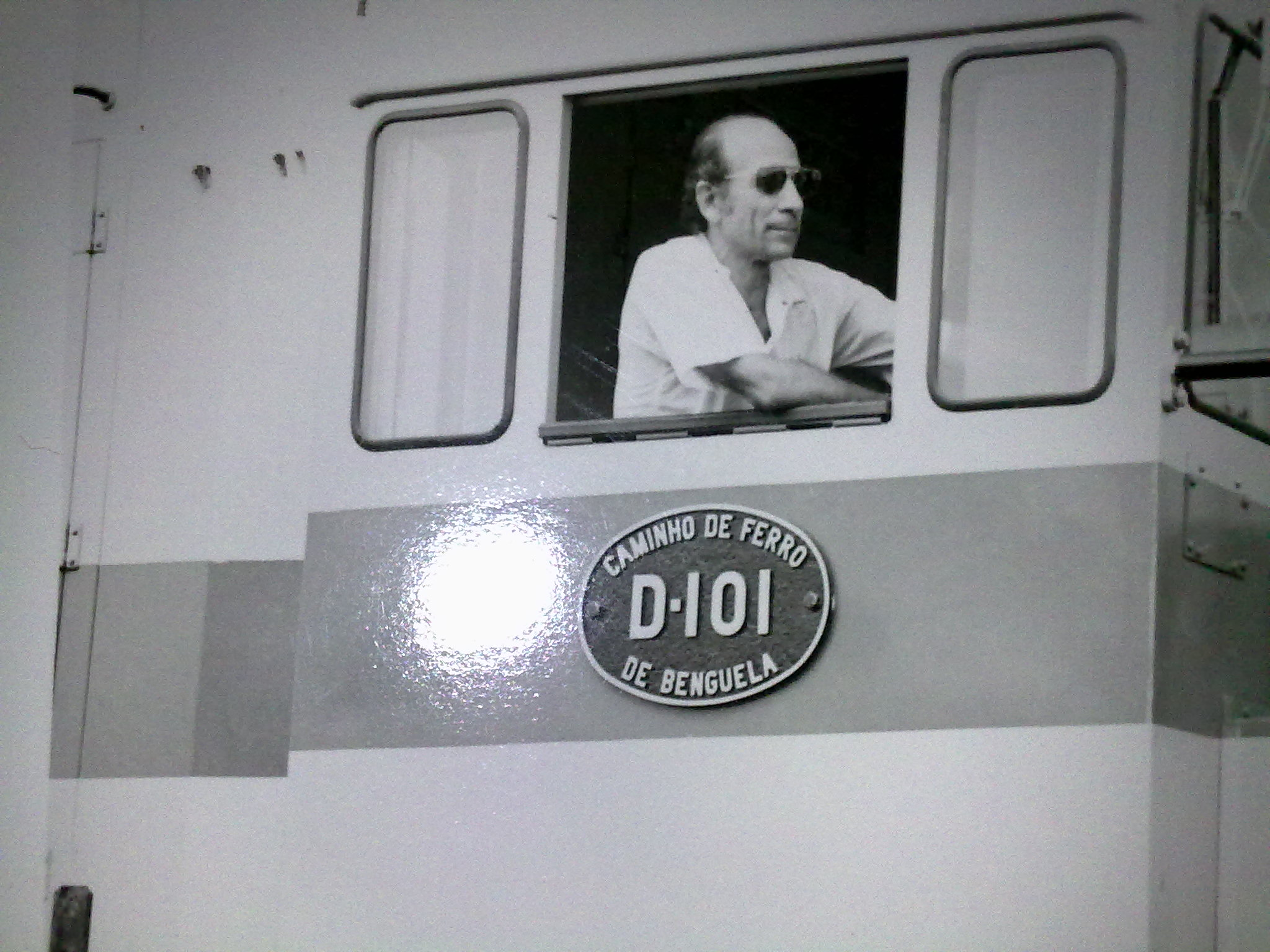
CFB-Lokführer 1973
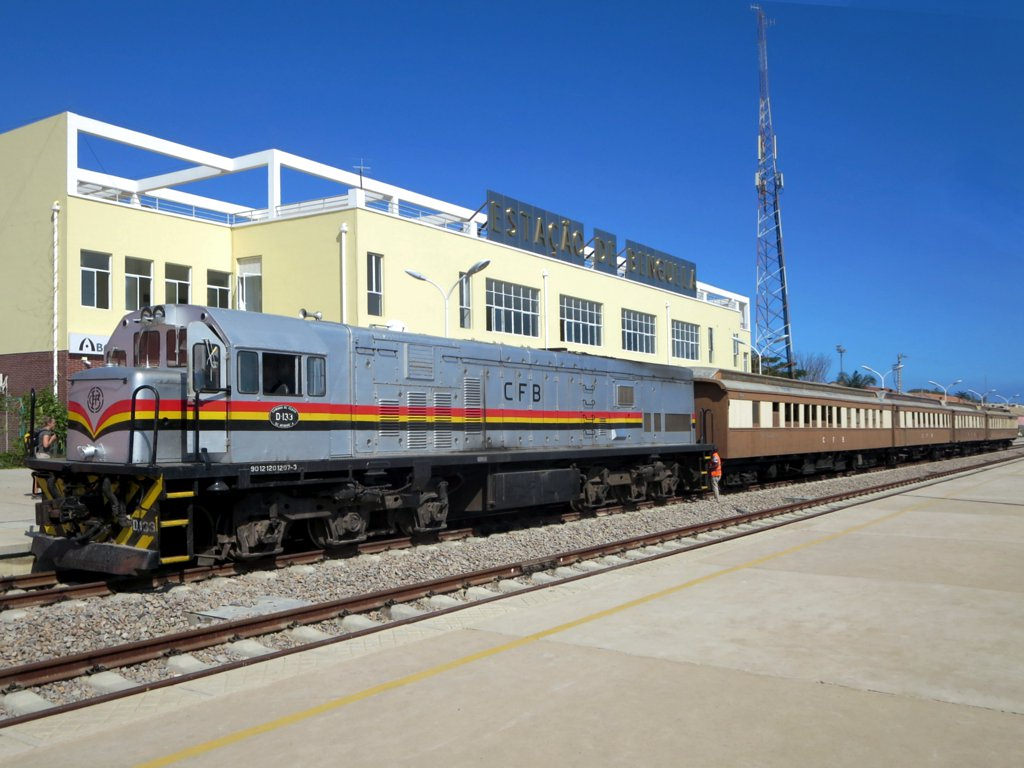
Bahnhof Benguela (2015)
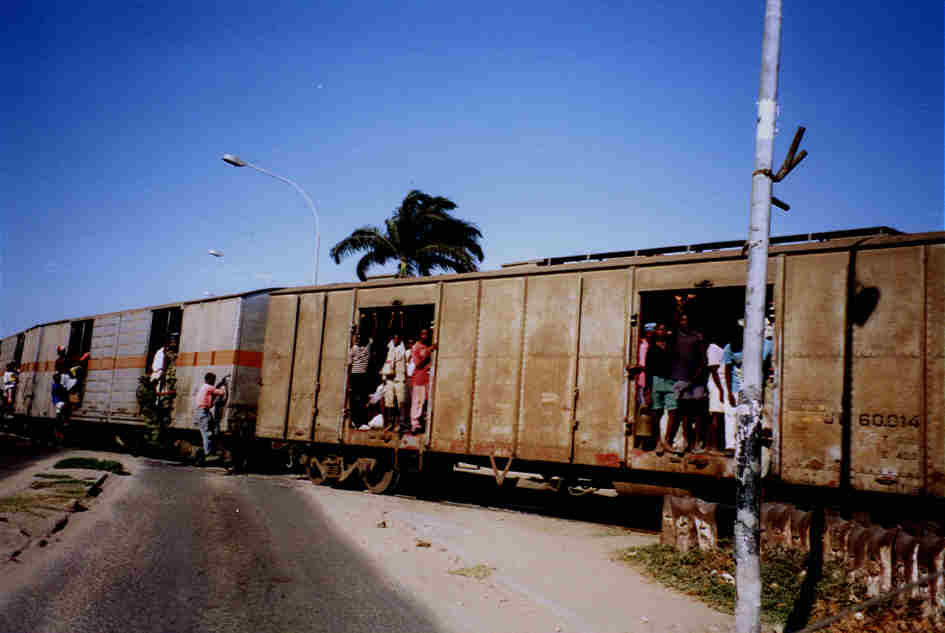
Bahnübergang im Zentrum von Benguela
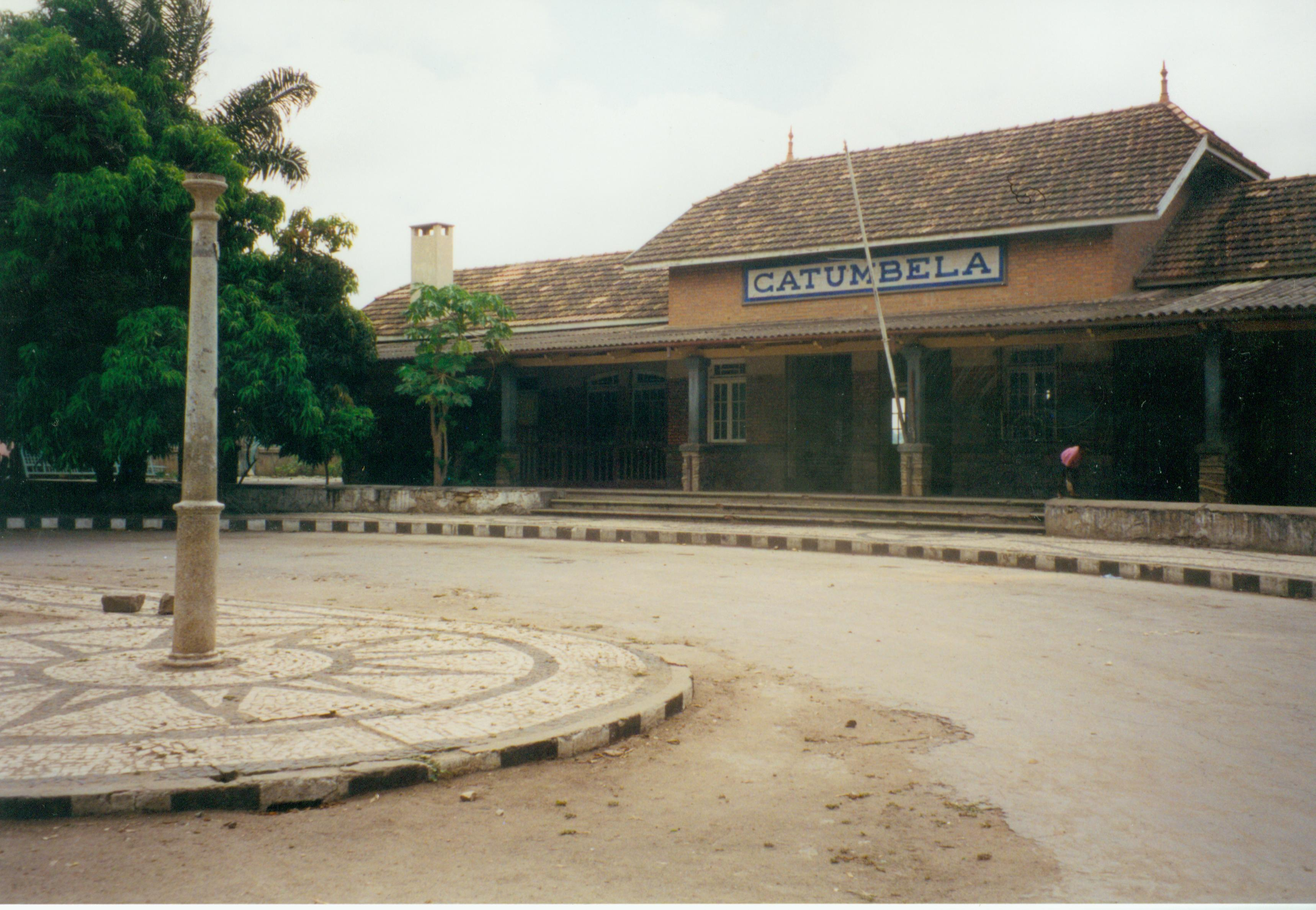
Bahnhof der Benguelabahn in Katumbela
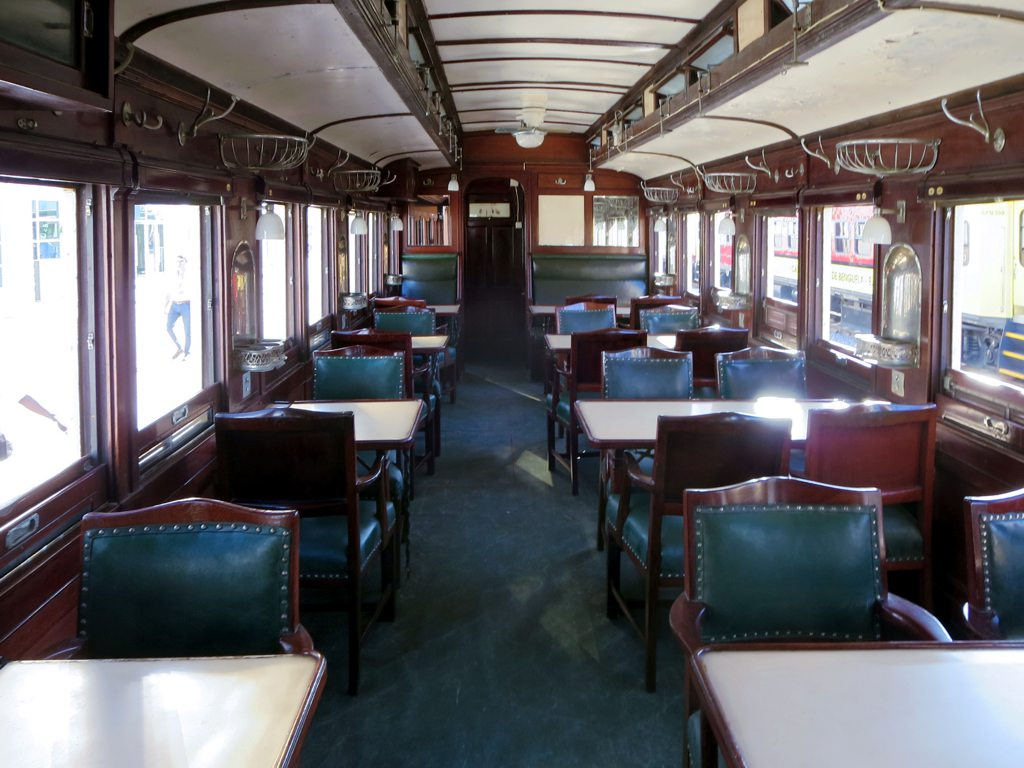
Charterzug Lobito–Benguela mit 1930er-Jahre-Ausstattung